# Меріленд (станція)
51°32′46″ пн. ш. 0°00′21″ сх. д. / 51.546° пн. ш. 0.0059° сх. д.

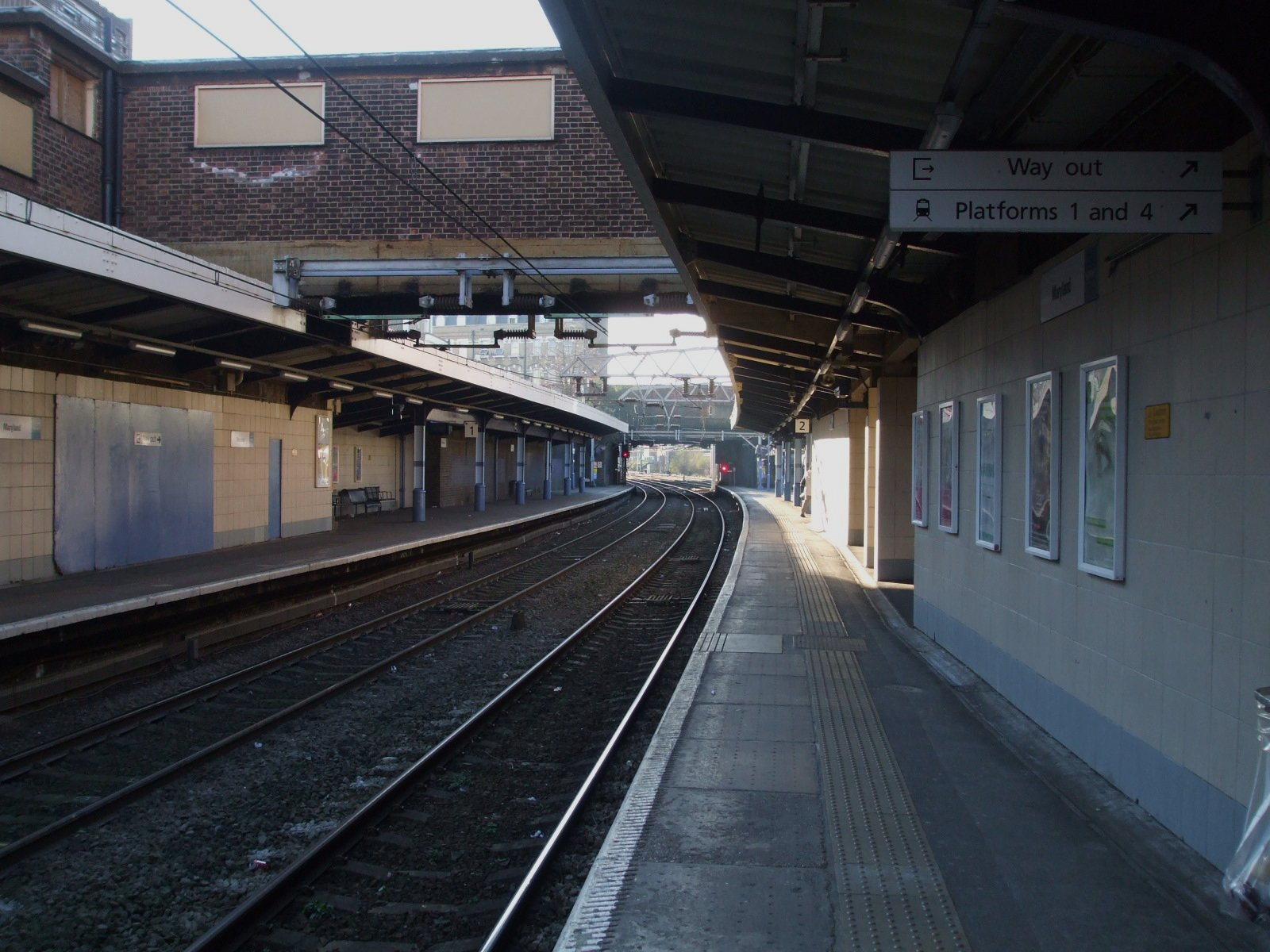
Платформи станції Меріленд

Меріленд (англ. Maryland) — залізнична станція на залізниці Great Eastern Main Line обслуговує квартал Меріленд, лондонське боро Ньюем, Східний Лондон. Розташована за 7,2 км від станції Ліверпуль-стріт. Тарифна зона — 3. Пасажирообіг за 2017 рік — 1.250 млн. осіб 
Станція була відкрита в 1873 році як Меріленд-Поїнт Great Eastern Main Line. Вона була перейменована на Меріленд в 1940 році. Станція на початок 2018 року є під орудою TfL Rail, з 2019 — Crossrail, зі станції потягами можна буде дістатися до станцій в центрі Лондона, а також в Редінг та Аеропорт Лондон-Хітроу

## Пересадки
На автобуси оператора London Buses №69, 257, 308 та нічний маршрут N8.